# کمبرگ
شهر کمبرگ (به آلمانی: Kemberg) در ایالت زاکسن-آنهالت در کشور آلمان واقع شده‌است.